# Stephos canariensis
Stephos canariensis is een eenoogkreeftjessoort uit de familie van de Stephidae. De wetenschappelijke naam van de soort is voor het eerst geldig gepubliceerd in 1990 door Boxshall, Stock & Sanchez.